# Marsdenia sylvestris
Marsdenia sylvestris là một loài thực vật có hoa trong họ La bố ma. Loài này được (Retz.) P.I.Forst. mô tả khoa học đầu tiên năm 1995.